# Indice AMO

Serie storica dell'oscillazione multidecennale atlantica, 1856–2013

L'indice AMO (Atlantic Multidecadal Oscillation, "oscillazione multidecennale atlantica") è uno schema climatico del nord Atlantico che indica la temperatura superficiale (SST) del tratto di oceano compreso tra l'equatore e la Groenlandia. Ci sono conferme di questa oscillazione nei modelli e nelle osservazioni storiche, però è controversa la sua influenza sulle variazioni delle temperature superficiali oceaniche, soprattutto per l'attribuzione dei cambiamenti a cause naturali o antropogeniche, anche in aree molto importanti come l'Atlantico tropicale, area chiave per lo sviluppo degli uragani.

## Definizione
L'indice AMO fu identificato da Schlesinger e Ramankutty nel 1994.
Una volta che ogni trend lineare è stato rimosso, l'andamento dell'AMO è solitamente definito dai pattern di variabilità delle temperature superficiali nel nord Atlantico. Questo trend viene eliminato per evitare che le analisi siano influenzate dai gas serra che inducono il riscaldamento globale.
Nei modelli la variabilità dettata dal ciclo dell'AMO è associata a piccoli cambiamenti nella parte nord Atlantica della circolazione termoalina, nonostante ciò le osservazioni oceaniche storiche non sono sufficienti per attribuire alle variazioni del ciclo dell'AMO le attuali anomalie della circolazione.

## Effetti sul clima
L'indice AMO è correlato con le temperature e le piogge di gran parte dell'emisfero boreale, specialmente l'America del nord e l'Europa come anche il nordest del Brasile e il Sahel per quanto riguarda le precipitazioni e il clima estivo del nord America e dell'Europa. Ha inoltre ripercussioni sulla frequenza degli episodi di siccità nel nord America e ha ripercussioni anche sulla frequenza e l'intensità degli uragani nel nord Atlantico.
Recenti studi hanno suggerito che le variazioni del ciclo dell'AMO sono legate alla frequenza delle più gravi siccità del midwest e del sudest degli Stati Uniti. Quando l'AMO è nella fase calda gli episodi di siccità tendono ad aumentare sia come numero che come persistenza e durata. Due dei peggiori eventi di siccità del XX secolo sono avvenuti durante la fase di AMO positiva fra il 1925 e il 1965: la Dust Bowl degli anni trenta e la grande siccità degli anni cinquanta, mentre la Florida e il nordovest del Pacifico tendono ad avere comportamenti opposti con un aumento della piovosità media.
I modelli climatici suggeriscono inoltre che durante le fasi di AMO positiva si hanno precipitazioni estive più violente in India e nel Sahel oltre ad un aumento della frequenza e dell'intensità dei cicloni tropicali nel nord Atlantico.
Studi paleoclimatologici hanno confermato che negli ultimi 3000 anni nel Sahel vi è sempre stato il pattern maggiori precipitazioni durante la fase positiva dell'AMO e minori durante la fase negativa.

### Relazioni con la frequenza degli uragani nel nord Atlantico

Intensità dei cicloni tropicali sul nord Atlantico nel periodo 1895-2016

Prendendo in considerazione i dati attuali a disposizione, l'esperienza suggerirebbe che la frequenza e l'intensità degli uragani non è strettamente correlata alle oscillazioni del ciclo AMO. Durante le fasi di AMO positiva gli uragani di 1ª e 2ª categoria Saffir-Simpson hanno solo un modesto aumento nella frequenza e nel numero. Con una più ampia visione meteorologica del fenomeno possiamo però renderci conto come l'andamento dell'AMO si rifletta sulla frequenza e l'intensità dei cicloni tropicali prendendo in considerazione il numero di tempeste tropicali che divengono uragani, durante le fasi di AMO positiva è almeno il doppio di quello durante le fasi negative. L'indice di attività degli uragani è altamente connesso all'andamento del ciclo AMO, e se c'è un aumento dell'attività degli uragani dovuta al riscaldamento globale è attualmente sopraffatta dalle variazioni del ciclo AMO in quanto le variazioni di fase dell'AMO tendono a coprire il riscaldamento globale durante le fasi negative e ad enfatizzarlo durante quelle positive.

## Periodicità e predizione dell'AMO
Abbiamo a disposizione solamente circa 130-150 anni di rilevazioni strumentali dirette, una quantità di dati insufficienti per un giusto approccio statistico riguardo all'andamento del ciclo AMO. Enfield e Cid-Serrano hanno utilizzato una ricostruzione proxy plurisecolare di un periodo più lungo (circa 424 anni) per illustrare il loro approccio, come scritto nella loro ricerca intitolata "The Probabilistic Projection of Climate Risk". Il loro istogramma, basato su intervalli "zero crossing" da cinque versioni sottoposte a ricampionamento e smoothing dell'indice di Gray et al del 2004 insieme con la distribuzione gamma con il metodo della massima verosimiglianza per uniformare l'istogramma, ha mostrato che il range medio di durata del ciclo è di circa 10-20 anni, con la probabilità cumulata di frequenza di avvenimento di un ciclo di 20 anni o meno di circa il 70%.
Non esiste nessun modello climatico che possa predire con metodo deterministico quando il ciclo dell'AMO possa cambiare fase. I modelli matematici, come quelli che predicono le fasi ENSO, son ben lungi dal poter prevedere ciò. Enfield e i suoi collaboratori hanno calcolato la probabilità di un cambiamento di fase dell'AMO entro un dato tempo futuro ipotizzando la persistenza della variabilità storica del ciclo. Le previsioni probabilistiche possono dimostrarsi utili per le previsioni a lungo tempo nei settori sensibili al clima, come può essere la distribuzione dell'acqua.
Ipotizzando che il ciclo AMO sia di circa 70 anni, il picco dell'attuale fase calda sarebbe atteso nel 2020 ca., se invece prendiamo in considerazione un ciclo di 50-90 anni il picco caldo dovrebbe avvenire fra il 2000 e il 2040 (dopo i picchi del 1880 ca. e del 1950 ca.).